# فرانك س. ستانلي
فرانك س. ستانلي (بالإنجليزية: Frank C. Stanley)‏ هو عازف بانجو ومغني أمريكي، ولد في 29 ديسمبر 1868 في أورانج ‏ في الولايات المتحدة، وتوفي بنفس المكان في 12 ديسمبر 1910.

## وصلات خارجية
- فرانك س. ستانلي على موقع ميوزك برينز (الإنجليزية)
- فرانك س. ستانلي على موقع ديسكوغز (الإنجليزية)